# 春日氏
春日氏（かすがうじ、かすがし）は、「春日」を氏の名とする氏族。

## 和珥氏族（春日臣）
孝昭天皇の皇子・天足彦国押人命を祖とする和珥氏（和珥臣）の支族。姓は臣。和珥氏一族の一部が大和国添上郡の春日に移住し、その地名を姓として名乗る。春日姓を称し始めた時期は明らかでないが、雄略朝以降と考えられている。なお、枕詞として「ハルヒ（春日）のカスガ」という言い回しがあり、転じて「かすが」に「春日」の漢字を当てるようになったとされる。
和珥童女君（春日和珥臣深目の娘：雄略妃）、糠君娘（和珥臣日爪の娘：仁賢妃）、荑媛（和珥臣河内の娘：継体妃）と、多数の后妃を輩出し、天皇の外戚として勢力を持った。その後、嫡流は大春日氏を称し、ほかに大宅氏・小野氏・粟田氏・柿本氏の諸氏が分立する。
7世紀初頭になると、春日氏の位置は蘇我氏・阿倍氏・大伴氏の下に置かれるが、古来の名門豪族として朝廷内では重んじられた。天武天皇13年（684年）の八色の姓制定にあたって、52氏が朝臣姓を賜与されたが、大三輪氏に次いで春日氏嫡流の大春日氏が挙げられている。

## 敏達天皇後裔（春日真人）
敏達天皇の皇子・春日皇子の後裔である田部王が、天平勝宝3年（751年）に臣籍降下し春日真人姓を賜与されている。

## 滋野姓禰津氏流
禰津氏の庶流で、禰津宗直の子・春日小次郎貞親を祖とする。貞親は、奥州合戦で源頼朝に従い、建久元年（1190年）の頼朝上洛の際にも随兵として名が見える。承久の乱では、春日刑部三郎貞幸、春日刑部二郎太郎、春日小三郎が鎌倉幕府方で参戦している。

## 甲斐武田家の春日氏
春日虎綱が百姓春日大隅の子として生まれる。武田信玄に取り立てられ、高坂氏の娘を室にし、高坂弾正と呼ばれた。